# 沃洛達爾卡
49°31′12″N 29°54′55″E / 49.52000°N 29.91528°E

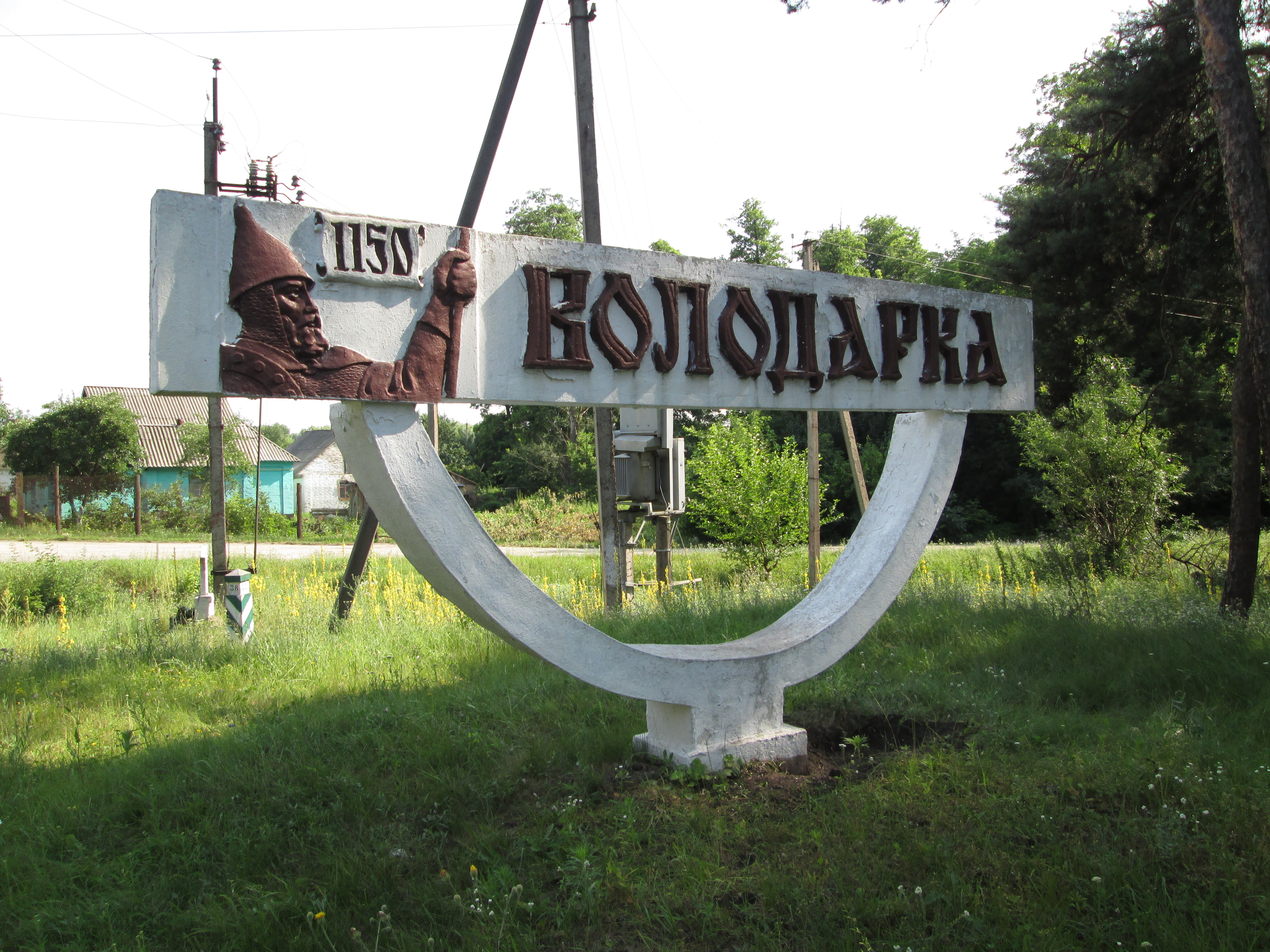

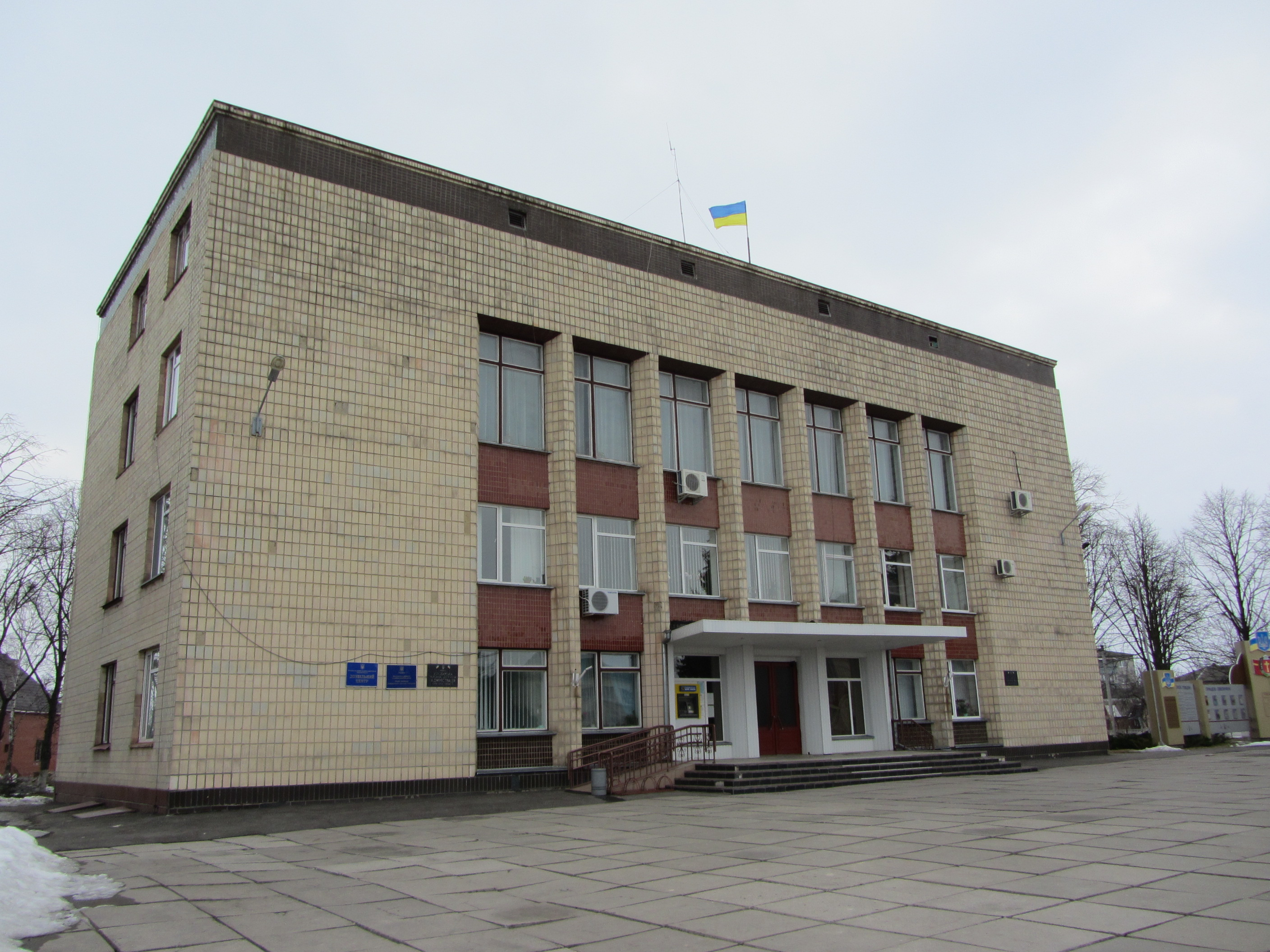

沃洛達爾卡（羅馬化：Volodarka）是烏克蘭北部基輔州白采爾克瓦區沃洛达尔卡市镇内的鎮及該市鎮之行政中心。處於羅斯河畔，始建於1150年，面積5.69平方公里，海拔高度145米，2011年人口6,350，人口密度每平方公里1,124人。